# Liebenau (Assia)
Liebenau è una città tedesca di 2 989 abitanti situata nel land dell'Assia.

## Amministrazione

### Gemellaggi
Liebenau è gemellata con:
- Liebenau, dal 1991
- Liebenau, dal 1991
- Liebenau, dal 1991